# 나라하라촌 (오카야마현)
나라하라촌(楢原村)은 오카야마현 아이다군에 있던 촌이다. 
현재의 미마사카시 나라하라카미, 나라하라시타, 나라하라나카, 히라후쿠에 해당한다.

## 역사
- 1889년 6월 1일 - 정촌제 시행에 수반해 나라하라촌이 발족하였다.
- 1953년 4월 1일 - 하야시노정, 유노고정,도요타촌, 가쓰타군 유노고정, 도요쿠니촌과 합병. 아이다군 미마사카정이 되었다.

## 교통

### 철도
- 일본국유철도
  - 기신선

### 도로
- 국도 제179호선

## 참고문헌
- 和泉橋警察署 『新旧対照市町村一覧』第2冊（東京 ： 加藤孫次郎、1889（明22））
- 地名編纂委員会 『角川日本地名大辞典33 岡山県』（角川学芸出版、1989、ISBN 4040013301）